# La Caoba (västra Palenque kommun)
La Caoba är en ort i Mexiko.   Den ligger i kommunen Palenque och delstaten Chiapas, i den sydöstra delen av landet, 800 km öster om huvudstaden Mexico City. La Caoba ligger 61 meter över havet och antalet invånare är 172.
Terrängen runt La Caoba är platt åt nordost, men åt sydväst är den kuperad. Runt La Caoba är det ganska glesbefolkat, med 34 invånare per kvadratkilometer. Närmaste större samhälle är Palenque, 3,2 km öster om La Caoba. Trakten runt La Caoba består till största delen av jordbruksmark.